# Ле-Женеве (Юра)
Ле-Женеве (фр. Les Genevez) — громада  в Швейцарії в кантоні Юра, округ Франш-Монтань.

## Географія
Громада розташована на відстані близько 45 км на північний захід від Берна, 21 км на південний захід від Делемона.
Ле-Женеве має площу 13,6 км², з яких на 3,6% дозволяється будівництво (житлове та будівництво доріг), 53,7% використовуються в сільськогосподарських цілях, 41,6% зайнято лісами, 1,1% не є продуктивними (річки, льодовики або гори).

## Демографія
2019 року в громаді мешкало 504 особи (-6,3% порівняно з 2010 роком), іноземців було 5,6%. Густота населення становила 37 осіб/км².
За віковим діапазоном населення розподілялося таким чином: 20,4% — особи молодші 20 років, 54,8% — особи у віці 20—64 років, 24,8% — особи у віці 65 років та старші. Було 217 помешкань (у середньому 2,3 особи в помешканні).
Із загальної кількості 437 працюючих 38 було зайнятих в первинному секторі, 328 — в обробній промисловості, 71 — в галузі послуг.